# Paul Biron
Pour les articles homonymes, voir Biron.
Paul Biron, né le 18 décembre 1920 à Seraing (province de Liège) et mort le 6 juin 1998 à Liège, est un écrivain, poète, essayiste belge francophone.

## Biographie
Paul Biron naît le 18 décembre 1920 à Seraing,.
Il est issu d'un père ouvrier de menuiserie et d'une mère épicière,.
Écrivain très paradoxal, Paul Biron peut être rapproché d'Arthur Masson dans la mesure où comme lui ses livres sont écrits à la fois en français et en wallon. Mais  alors qu'Arthur Masson incruste du wallon dans une langue française très raffinée, Paul Biron mélange les deux langues, reflétant ainsi une situation linguistique qu'il a connue dans son enfance et sa jeunesse comme prisonnier de guerre et qui participe du même phénomène que le mélange du français et de la langue régionale à Liège.
C'est cette expérience de prisonnier de guerre qui a nourri ses livres et qui lui a fait entamer sa carrière d'écrivain. Ses livres, qui sont des livres qui appartiennent à la fiction, donc à la littérature sont probablement, encore aujourd'hui, dans cette catégorie de la littérature, les livres qui ont été les plus lus en Wallonie dans un large public de toutes les origines sociales.
Paul Biron, officier du 12e de Ligne de la 3e DI (au recrutement liégeois), est fait prisonnier le 24 mai 1940 à la bataille de la Lys.
Il écrit la série de neuf romans Mon mononke désiré qui est adaptée au théâtre par Christiane Eppe et créée en 1990 ainsi qu'une adaptation en bande dessinée en quatre albums dont il écrit le scénario des deux premiers suivi par Jean-Paul Crosky, dessinés par Krestchan et publiés de 1988 à 2007 aux éditions Dricot. Cette série conte l'invasion de la Belgique et la déportation vécues par un jeune soldat belge.
Il meurt le 6 juin 1998 à Liège,, à l'âge de 77 ans et il est inhumé au cimetière d'Ans (Ans-Égalité).

## Œuvres

### Ouvrages
- Clair-Obscur (poème)
- Permets m'Amour penser quelque folie… (poèmes)
- Ni vous sans moi, ni moi sans vous (récit), 1972
- Mon Mononke désiré prisonnier (romans)
  - vol. 1 L'An quarante de mon Mononke, 1973
  - vol. 2 Mon Mononke derrière la ligne six frites, 1974
  - vol. 3 Le Retour de mon Mononke, 1975
  - vol. 4 Mon Mononke sous l'Occupation, 1976
  - vol. 5 Mon Monoke et la Libération, 1978
- À la fontaine où vint l'amour (essai)
- Histoire de Belgique Tome 1 : De -300 à +1300[7], ill. Patrick Flamand, Bressoux, Dricot, 1987  (ISBN 2-87095-050-0).
- Histoire de Belgique Tome 2 (de 1300 à 1815), ill. Gabriel Hance, Bressoux, Dricot

### Albums de bande dessinée
- 1. Les 18 Jours, Éditions Dricot, Bressoux, 1988
Scénario : Paul Biron - Dessin : Krestchan - Couleurs : noir et blanc -  (ISBN 2870950551)
- 2. L'An 40, Dricot, Bressoux, 1990
Scénario : Paul Biron - Dessin : Krestchan - Couleurs : noir et blanc -  (ISBN 2870950918)
- 3. La Ligne Six frites[8], Dricot, Bressoux, 1994
Scénario : Jean-Paul Crosky - Dessin : Krestchan - Couleurs : noir et blanc
- 4. Le Retour de mon Mononke Désiré, Dricot, Bressoux, 2007
Scénario : Jean-Paul Crosky - Dessin : Krestchan - Couleurs : noir et blanc -  (ISBN 978-2-87095-340-2)

## Réception

### Prix et distinctions
Il se voit décerner le titre de citoyen d’honneur d'Ans le 28 mai 1987, pour l’ensemble de son œuvre.

### Postérité
La bibliothèque communale d'Ans, située au cœur de la cense Monfort porte son nom.

### Livres
: document utilisé comme source pour la rédaction de cet article.
- Philippe Mellot, Michel Denni, Laurent Turpin et Isabelle Morzadec, Trésors de la bande dessinée : BDM 2023-2024 - Catalogue encyclopédique et Argus, Paris, Les Arènes, novembre 2022, 23e éd., 1677 p., ill. ; 23 cm (ISBN 9791037507280, OCLC 1351462460, présentation en ligne), p. 856.
- Léon Norgez, Portrait de mon Mononke, Liège, Éditions Dricot, 1981, 183 p., ill. ; 22 cm (OCLC 1400887492).

### Articles
- Christian Libens, « Dossier L - Paul Biron », Service du Livre Luxembourgeois, Province de Luxembourg,‎ 1984 (lire en ligne [PDF], consulté le 31 janvier 2024).